# Polnische Abhöraffäre (2014)

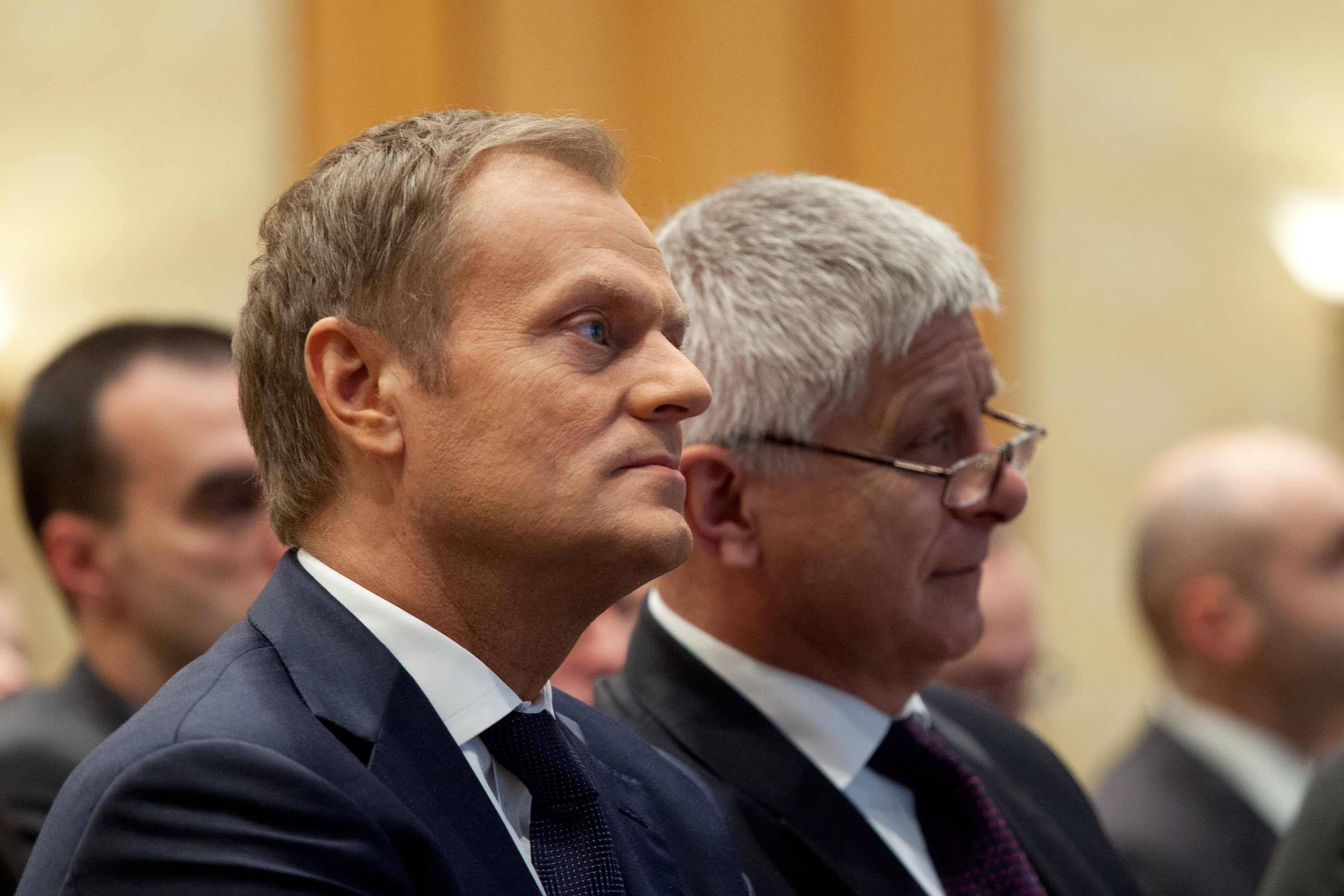
Ministerpräsident Donald Tusk und Nationalbankchef Marek Belka

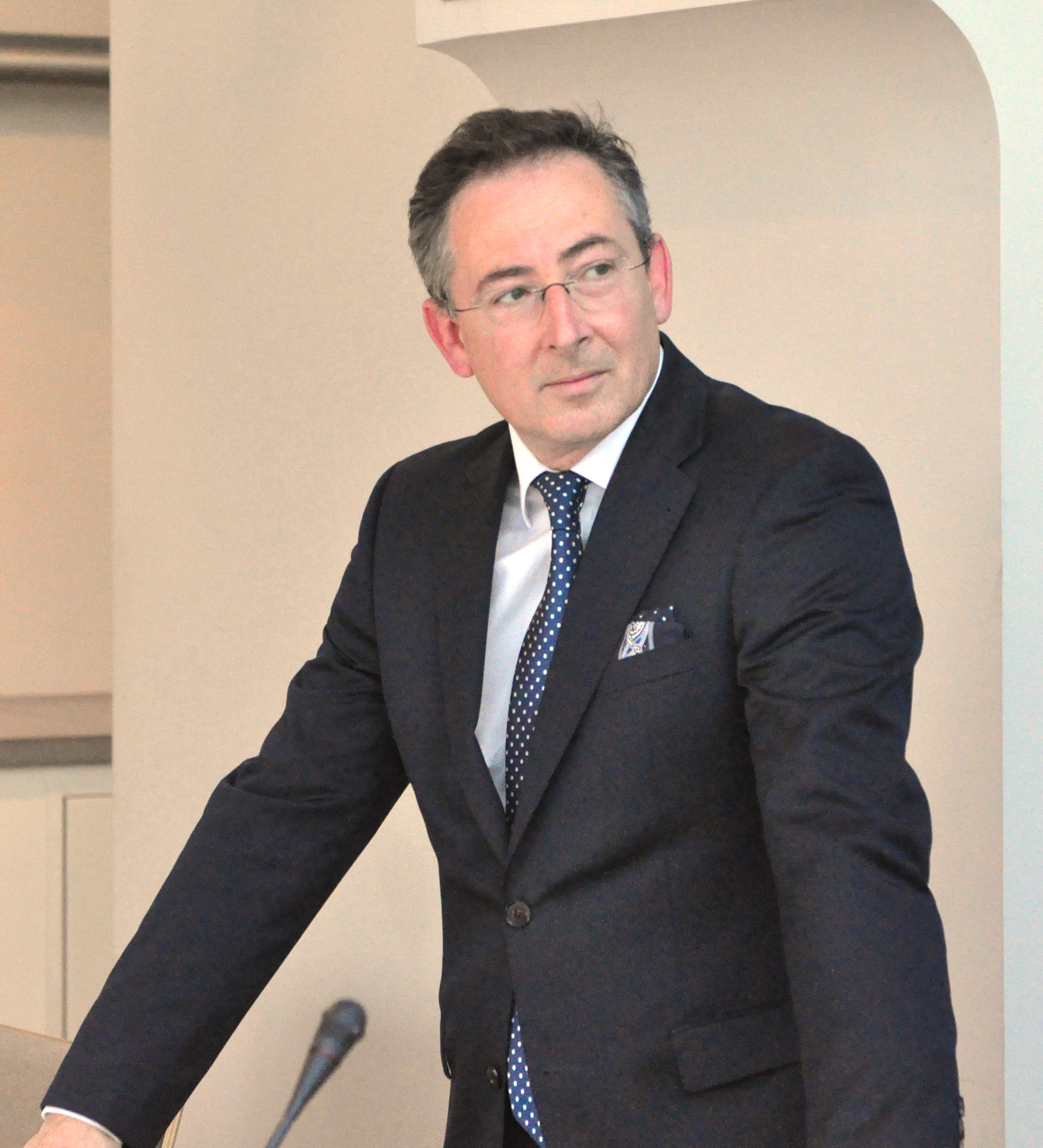
Der polnische Innenminister Bartłomiej Sienkiewicz

Bei der polnischen Abhöraffäre des Jahres 2014 (polnisch Afera taśmowa oder Afera podsłuchowa) handelt es sich um die sukzessive Veröffentlichung von Mitschnitten abgehörter Gespräche durch das polnische Nachrichtenmagazin Wprost. Mitglieder der Regierung unter Ministerpräsident Donald Tusk, bedeutende Funktionsträger sowie Unternehmer sollen über einen längeren Zeitraum abgehört worden sein. Die sich bis ins folgende Jahr hinziehende Affäre beschädigte das Ansehen der Regierungskoalition, die 2015 sowohl die Präsidentschaftswahl als auch die Parlamentswahl verlor.

## Verlauf

### Juni 2014
Am 16. Juni 2014 begann das Nachrichtenmagazin Wprost mit der sukzessiven Veröffentlichung von Mitschnitten abgehörter Gespräche von Mitgliedern der Regierung unter Ministerpräsident Donald Tusk, bedeutenden Funktionsträgern sowie Unternehmern. Die Gespräche, angeblich rund 900 Stunden Material, sollen über einen längeren Zeitraum in mehreren Restaurants in Warschau, etwa dem Amber Room des Sobański-Palastes und dem Restaurant des polnischen Starkochs Robert Sowa, abgehört worden sein.
Auf Anweisung der polnischen Staatsanwaltschaft kam es am 18. Juni 2014 zu einer Durchsuchung und dem Versuch, Datenträger in der Redaktion des Verlages zu beschlagnahmen. Redakteure der Wprost und herbeigerufene Journalisten anderer Medien verhinderten dies.
In den ersten Veröffentlichungen ging es um das Verhältnis der gemäß Gesetz unabhängigen polnischen Zentralbank zur polnischen Regierung. Aus einem der wiedergegebenen Gespräche zwischen Notenbankchef Marek Belka und Innenminister Bartłomiej Sienkiewicz konnte man entnehmen, dass ein Sturz des damaligen Finanzministers Jacek Rostowski geplant gewesen sei. Außerdem sollte die Nationalbank das Staatsdefizit teilweise decken. Grund dafür war unter anderem das deutliche Erstarken der damaligen Oppositionspartei Recht und Gerechtigkeit beim Meinungsforschungsinstitut CBOS.
In einem weiteren veröffentlichten Mitschnitt äußerte sich der polnische Außenminister Radosław Sikorski in vulgärer Sprache kritisch über das Verhältnis Polens zu den USA und bezeichnet es als „wertlos“.
Die Wprost-Redaktion kündigte die Veröffentlichung weiterer Gespräche an. Genannt wurden Vizepremierministerin Elżbieta Bieńkowska, der Leiter der Zentralen Antikorruptionsbehörde Paweł Wojtunik, der Unternehmer Jan Kulczyk und der Leiter der Obersten Kontrollkammer (NIK) Krzysztof Kwiatkowski.
Am 18. Juni 2014 empfahl der polnische Präsident Bronisław Komorowski der Regierung wegen der Affäre zurückzutreten. Dies wurde von Premier Donald Tusk und den in die Affäre Involvierten jedoch zunächst abgelehnt. Am 25. Juni 2014 stellte Tusk im Sejm die Vertrauensfrage. 237 von insgesamt 440 Abgeordneten sprachen der Regierung ihr Vertrauen aus, 203 stimmten gegen sie. Mindestens erforderlich wären 231 Stimmen gewesen.
Unklar blieb bislang, wer hinter der Abhöraktion steht. Spekulationen umfassten eine Beteiligung von Mitgliedern der polnischen oder russischen Geheimdienste, politischen Gegnern oder verärgerten polnischen Unternehmern. Am 24. Juni 2014 kam es zu ersten Verhaftungen. Bislang betroffen waren zwei Restaurantmitarbeiter und ein Geschäftsmann.

### Juni 2015
Nachdem die Regierung die Affäre 2014 weitgehend unbeschadet überstanden hatte, kam sie ein Jahr später wieder in die Öffentlichkeit. In der Nacht auf den 9. Juni 2015 stellte der Geschäftsmann Zbigniew Stonoga auf seinem Facebook-Profil über 2.500 geheime Aktenseiten der staatsanwaltlichen Ermittlungen in der Affäre online. Er gab an, die Dokumente auf einer chinesischen Website gefunden zu haben. Laut der ermittelnden Generalstaatsanwaltschaft hatten alle Verfahrensbeteiligte und ihre Anwälte, mindestens 20 Personen, Zugang zu den Unterlagen.
Aufgrund der Veröffentlichungen entließ Premierministerin Ewa Kopacz am 10. Juni 2015 drei ihrer Minister und mehrere Spitzenbeamte, die an der Affäre beteiligt waren; auch der frühere Außenminister, Sejmmarschall Radosław Sikorski, kündigte am selben Tag seinen Rücktritt an. Diese Maßnahmen werden allgemein als versuchter Befreiungsschlag der nach der verlorenen Präsidentschaftswahl geschwächten Bürgerplattform gedeutet. Die Parlamentswahl im Herbst 2015 hat die Bürgerplattform dennoch verloren.